# Amedeo John Engel Terzi
Amedeo John Engel Terzi (Palermo, 1872 – 1956) è stato un entomologo e illustratore italiano.

## Biografia
Figlio di Andrea Terzi, si specializzò nelle illustrazioni di diptera. Suo fratello Aleardo Terzi (1870-1943) fu un illustratore specializzato in poster pubblicitari.
Amedeo fu ingaggiato da Sir Patrick Manson quale illustratore presso la Scuola Londinese di Medicina Tropicale. Ha eseguito numerose illustrazioni zoologiche, circa 37.000, principalmente di insetti parassiti, riprodotte in 55 libri e molte altre pubblicazioni.
Nel 1902 lavorò presso il Museo di Storia Naturale di Londra.